# Lista över svenska miljardärer (2010)
Det här är en lista över svenska miljardärer, räknat i svenska kronor (SEK), för år 2010.
| Nr  | Namn                              | Förmögenhet        | Ålder | Bor             | Källa till rikedom                  |
| --- | --------------------------------- | ------------------ | ----- | --------------- | ----------------------------------- |
| 1   | Ingvar Kamprad                    | 450 miljarder SEK  | 84    | Lausanne        | Ikea                                |
| 2   | Stefan Persson                    | 170 miljarder SEK  | 62    | Danderyd        | Hennes & Mauritz                    |
| 3   | Hans Rausing                      | 50 miljarder SEK   | 84    | Sussex          | Arctic Group, Tetra Pak             |
| 4   | Antonia Ax:son Johnson            | 45 miljarder SEK   | 66    | Upplands-Väsby  | Axel Johnson AB                     |
| 5   | Finn Rausing                      | 40 miljarder SEK   | 54    | Stockholm       | Tetra Pak                           |
| 6   | Jörn Rausing                      | 40 miljarder SEK   | 49    | London          | Tetra Pak                           |
| 7   | Kirsten Rausing                   | 40 miljarder SEK   | 57    | Suffolk         | Tetra Pak                           |
| 8   | Lottie Tham                       | 26 miljarder SEK   | 60    | Stockholm       | Hennes & Mauritz                    |
| 9   | Bertil Hult                       | 15 miljarder SEK   | 69    | Luzern          | EF Education First                  |
| 10  | Fredrik Lundberg                  | 14 miljarder SEK   | 58    | Danderyd        | Lundbergföretagen                   |
| 11  | Melker Schörling                  | 13,5 miljarder SEK | 62    | Stockholm       | Securitas, Assa                     |
| 12  | Gustaf Douglas                    | 13 miljarder SEK   | 72    | Åkersberga      | Wasatornet, Latour, Securitas       |
| 13  | Dan Sten Olsson                   | 11 miljarder SEK   | 63    | Göteborg        | Stenakoncernen                      |
| 14  | Roger Akelius                     | 10 miljarder SEK   | 65    | Bahamas         | Akelius Fastigheter                 |
| 15  | Thomas Sandell                    | 8 miljarder SEK    | 45    | New York        | Castlerigg                          |
| 16  | Charlotte Söderström              | 7,5 miljarder SEK  | 32    | Stockholm       | Hennes & Mauritz                    |
| 17  | Karl-Johan Persson                | 7,5 miljarder SEK  | 35    | Stockholm       | Hennes & Mauritz                    |
| 18  | Tom Persson                       | 7,5 miljarder SEK  | 24    | London          | Hennes & Mauritz                    |
| 19  | Fredrik Paulsen                   | 7,5 miljarder SEK  | 59    | Lausanne        | Ferring                             |
| 20  | Carl Douglas                      | 7,4 miljarder SEK  | 44    | Åkersberga      | Latour, Wasatornet, Securitas       |
| 21  | Eric Douglas                      | 7,4 miljarder SEK  | 41    | Åkersberga      | Latour, Wasatornet, Securitas       |
| 22  | Carl Bennet                       | 7,1 miljarder SEK  | 58    | Göteborg        | Carl Bennet AB Group, Getinge       |
| 23  | Stefan Olsson                     | 6,5 miljarder SEK  | 61    | London          | Stenakoncernen                      |
| 24  | Madeleine Olsson-Eriksson         | 6,4 miljarder SEK  | 64    | Göteborg        | Stenakoncernen                      |
| 25  | Anders Bodin                      | 5,5 miljarder SEK  | 63    | Stockholm       | Anders Bodin Fastigheter            |
| 26  | Rune Andersson                    | 5 miljarder SEK    | 65    | Hässleholm      | Mellby Gård                         |
| 27  | Jan Bengtsson                     | 4,7 miljarder SEK  | 37    | Danderyd        | Hennes & Mauritz                    |
| 28  | Jonas Kamprad                     | 4 miljarder SEK    | 44    | London          | Ikano                               |
| 29  | Mathias Kamprad                   | 4 miljarder SEK    | 40    | Köpenhamn       | Ikano                               |
| 30  | Peter Kamprad                     | 4 miljarder SEK    | 46    | Bryssel         | Ikano                               |
| 31  | Jenny Lindén Urnes                | 3,6 miljarder SEK  | 39    | Stockholm       | Lindéngruppen*                      |
| 32  | Niklas Zennström                  | 3,5 miljarder SEK  | 44    | London          | Skype                               |
| 33  | Erik Paulsson                     | 3,4 miljarder SEK  | 68    | Båstad          | Peab, Brinova                       |
| 34  | Jonas af Jochnick                 | 3,4 miljarder SEK  | 71    | Bryssel         | Oriflame                            |
| 35  | Johan Eliasch                     | 3,2 miljarder SEK  | 48    | London          | Head/Tyrolia                        |
| 36  | Elisabeth Douglas                 | 3,2 miljarder SEK  | 69    | Åkersberga      | Wasatornet, Latour                  |
| 37  | Bengt Ågerup                      | 3 miljarder SEK    | 66    | Paris           | Q-Med                               |
| 38  | Robert Weil                       | 2,9 miljarder SEK  | 61    | Stockholm       | Proventus                           |
| 39  | Robert af Jochnick                | 2,9 miljarder SEK  | 70    | Täby            | Oriflame                            |
| 40  | Cristina Stenbeck                 | 2,8 miljarder SEK  | 32    | London          | Kinnevik                            |
| 41  | Max Stenbeck                      | 2,8 miljarder SEK  | 24    | New York        | Kinnevik                            |
| 42  | Mats Paulsson                     | 2,8 miljarder SEK  | 65    | Båstad          | Peab, Brinova                       |
| 43  | Sten Åke Lindholm                 | 2,7 miljarder SEK  | 68    | Lausanne        | Biltema                             |
| 44  | Hugo Stenbeck                     | 2,6 miljarder SEK  | 30    | New York        | Kinnevik                            |
| 45  | Sophie Stenbeck                   | 2,6 miljarder SEK  | 28    | Los Angeles     | Kinnevik                            |
| 46  | Christina Hamrin                  | 2,6 miljarder SEK  | 73    | Jönköping       | Herenco                             |
| 47  | Christer Ericsson                 | 2,5 miljarder SEK  | 68    | Alingsås        | JCE Group                           |
| 48  | Jeanette Bonnier                  | 2,5 miljarder SEK  | 76    | Algarve         | Bonnier                             |
| 49  | Gerald Engström                   | 2,5 miljarder SEK  | 62    | Skinnskatteberg | Systemair                           |
| 50  | Mats Arnhög                       | 2,5 miljarder SEK  | 59    | Värmdö          | MGA Holding                         |
| 51  | Ian Lundin                        | 2,3 miljarder SEK  | 50    | Genève          | Lundin Petroleum                    |
| 52  | Patrik Brummer                    | 2,3 miljarder SEK  | 60    | Stockholm       | Brummer & Partners                  |
| 53  | Mary Haid                         | 2,2 miljarder SEK  | 91    | Schweiz         | Clas Ohlson                         |
| 54  | Björn Savén                       | 2,1 miljarder SEK  | 59    | Danderyd        | IK Investment Partners              |
| 55  | Stefan Bengtsson                  | 2,1 miljarder SEK  | 37    | Värmdö          | Hennes & Mauritz                    |
| 56  | Hans-Kristian Rausing             | 2 miljarder SEK    | 47    | London          | stiftelser, Tetra Pak (sålt)        |
| 57  | Lisbet Rausing                    | 2 miljarder SEK    | 50    | London          | Arctic Group, Tetra Pak (sålt)      |
| 58  | Sigrid Rausing                    | 2 miljarder SEK    | 48    | London          | stiftelser, Tetra Pak (sålt)        |
| 59  | Erik Penser                       | 2 miljarder SEK    | 68    | Oxfordshire     | Erik Penser                         |
| 60  | Sten Mörtstedt                    | 2 miljarder SEK    | 70    | London          | CLS Holdings                        |
| 61  | Katarina Martinson                | 2 miljarder SEK    | 29    | Danderyd        | Lundbergföretagen                   |
| 62  | Louise Lindh                      | 2 miljarder SEK    | 31    | Stockholm       | Lundbergföretagen                   |
| 63  | Hans Wallenstam                   | 2 miljarder SEK    | 48    | Pixbo           | Wallenstam                          |
| 64  | Åke Bonnier                       | 2 miljarder SEK    | 52    | Lidingö         | Bonnier                             |
| 65  | Gerard De Geer                    | 2 miljarder SEK    | 63    | Schweiz         | Brunswick Investmenst Ltd           |
| 66  | Per-Olof Söderberg                | 1,8 miljarder SEK  | 55    | Danderyd        | Ratos                               |
| 67  | Sven-Olof Johansson               | 1,8 miljarder SEK  | 64    | Stockholm       | FastPartner                         |
| 68  | Eva Hamrén-Larsson                | 1,8 miljarder SEK  | 57    | London          | Lundbergföretagen                   |
| 69  | Pontus Bonnier                    | 1,8 miljarder SEK  | 56    | Paris           | Bonnier                             |
| 70  | Lukas Lundin                      | 1,7 miljarder SEK  | 52    | Vancouver       | Lundin Petroleum                    |
| 71  | Sven Hagströmer                   | 1,7 miljarder SEK  | 66    | Stockholm       | Avanza                              |
| 72  | Johan Claesson                    | 1,7 miljarder SEK  | 59    | Kalmar          | CA-koncernen m.m.                   |
| 73  | Magnus Claesson                   | 1,7 miljarder SEK  | 61    | Bryssel         | CA-koncernen m.m.                   |
| 74  | Peter Thelin                      | 1,6 miljarder SEK  | 54    | Södertälje      | Brummer & Partners                  |
| 75  | Jan Söderberg                     | 1,6 miljarder SEK  | 54    | Lund            | Ratos                               |
| 76  | Rolf Nilsson                      | 1,6 miljarder SEK  | 80    | Varberg         | Nilson Group                        |
| 77  | Nico Mordasini                    | 1,6 miljarder SEK  | 45    | Genève          | Lundin Petroleum                    |
| 78  | Eva Lundin                        | 1,6 miljarder SEK  | 75    | Schweiz         | Lundin Petroleum                    |
| 79  | Per Josefsson                     | 1,6 miljarder SEK  | 51    | Saltsjö-Duvnäs  | Brummer & Partners                  |
| 80  | Mona Hamilton                     | 1,6 miljarder SEK  | 48    | Genève          | Lundin Petroleum                    |
| 81  | Erik Selin                        | 1,6 miljarder SEK  | 43    | Göteborg        | Balder                              |
| 82  | Hans Westin                       | 1,5 miljarder SEK  | 66    | Vaxholm         | Onoff                               |
| 83  | Margareta Wallenius-Kleberg       | 1,5 miljarder SEK  | 72    | Ekerö           | Rederi AB Soya, Walleniusrederierna |
| 84  | Sven Norfeldt                     | 1,5 miljarder SEK  | 51    | Göteborg        | Dunross                             |
| 85  | Karl Hedin                        | 1,5 miljarder SEK  | 61    | Smedjebacken    | AB Karl Hedin                       |
| 86  | Laurent Leksell                   | 1,4 miljarder SEK  | 57    | Stockholm       | Elekta                              |
| 87  | Bo Göransson (företagare)         | 1,4 miljarder SEK  | 72    | London          | Intrum Justitia                     |
| 88  | Sven Philip-Sörensen              | 1,3 miljarder SEK  | 68    | Gloucestershire | investerare                         |
| 89  | Therese Karlsson                  | 1,3 miljarder SEK  | 46    | Lund            | Axis                                |
| 90  | Karl-Otto Bonnier                 | 1,3 miljarder SEK  | 66    | Stockholm       | Bonnier                             |
| 91  | Charlotte Bonnier                 | 1,3 miljarder SEK  | 77    | London          | Bonnier                             |
| 92  | Bertil Lindqvist                  | 1,2 miljarder SEK  | 66    | X               | Diamyd Medical                      |
| 93  | Gunnar och Barbro Liljedahl       | 1,2 miljarder SEK  | 57    | Luleå           | Liko                                |
| 94  | Dag Landvik                       | 1,2 miljarder SEK  | 66    | Nacka           | Fagerdala World Foams               |
| 95  | Benny Andersson                   | 1,2 miljarder SEK  | 63    | Stockholm       | Abba, Littlestar                    |
| 96  | Fredrik Svensson                  | 1,1 miljarder SEK  | 48    | Västerås        | Arvid Svensson Invest               |
| 97  | Rikard' Svensson>                 | 1,1 miljarder SEK  | 38    | Västerås        | Arvid Svensson Invest               |
| 98  | Mats Qviberg                      | 1,1 miljarder SEK  | 57    | Lidingö         | Investment AB Öresund, Avanza       |
| 99  | Helena Fries Tidstrand            | 1,1 miljarder SEK  | 40    | Saltsjöbaden    | Clas Ohlson                         |
| 100 | Eva Bonnier                       | 1,1 miljarder SEK  | 65    | Stockholm       | Bonnier                             |
| 101 | Elisabeth Bergendahl-Mylonopoulos | 1,1 miljarder SEK  | 63    | Hässleholm      | Bergendahls                         |
| 102 | Bengt Bengtsson                   | 1,1 miljarder SEK  | 69    | X               | Siba                                |
| 103 | Torbjörn Törnqvist                | 1 miljard SEK      | 56    | Genève          | Gunvor International BV             |
| 104 | Thomas Onstad                     | 1 miljard SEK      | 56    | Schweiz         | Arctic Group, Rottneros AB          |
| 105 | Bo Larsson                        | 1 miljard SEK      | 65    | Halmstad        | Trioplasti                          |
| 106 | Lars Sunnanväder                  | 1 miljard SEK      | 69    | Hechingen       | medicinteknikbolag                  |
| 107 | Conni Jonsson                     | 1 miljard SEK      | 50    | Stockholm       | EQT                                 |
| 108 | Karl-Axel Granlund                | 1 miljard SEK      | 55    | Malmö           | Volito                              |
| 109 | Peter Elam Håkansson              | 1 miljard SEK      | 48    | Danderyd        | East Capital                        |
| 110 | Wonna I de Jong                   | 1 miljard SEK      | 50    | Stockholm       | privata fastigheter                 |
| 111 | Robert Andreen                    | 1 miljard SEK      | 67    | Stockholm       | Nordic Capital                      |